# Limetin
Der Limetin ist ein Fluss in Frankreich, der im Département Loiret in der Region Centre-Val de Loire verläuft. Er entspringt beim Weiler Les Fontenelles, im südwestlichen Gemeindegebiet von Lorris. Noch in seinem Oberlauf quert der Bewässerungskanal Rigole de Courpalet den Flusslauf und wird neben verschiedenen anderen Gewässern auch vom Limetin über den Stausees Étang der la Motte mit Wasser dotiert, das zur Versorgung des Canal d’Orléans benötigt wird. Der Limetin entwässert generell in nordöstlicher Richtung und mündet nach rund 23 Kilometern als rechter Nebenfluss in die Bezonde. Knapp vor der Mündung quert der Limetin noch den hier parallel zur Bezonde verlaufenden Canal d’Orléans.

## Orte am Fluss
- Lorris
- La Borde, Gemeinde Noyers
- Thimory
- Lombreuil
- Chevillon-sur-Huillard